# Pierre Leroy
Pour les articles homonymes, voir Leroy.
Pour l’article ayant un titre homophone, voir Pierre Le Roy (homonymie).
Pierre Leroy, né à Houdeng-Gœgnies le 11 janvier 1924 et décédé le 16 novembre 2013 à Haine-Saint-Paul, est un homme politique wallon et un militant wallon. Fils de vendeurs de frite, son père Jeff et sa mère Cathy ont porté beaucoup d’intéret à l’éducation de leurs enfants.
Prisonnier politique 1940-1945, il est membre à l'Université catholique de Louvain de la Fédération wallonne. Il adhère également à Rénovation wallonne et quitte le Parti social chrétien en 1968 pour rejoindre le Rassemblement wallon. Il se présente aux élections de 1968 à la Louvière mais n'est pas élu. Il est membre de la commission doctrinale du parti. Après consultation des différentes régionales, il propose la formation de trois Régions (Flandre, Wallonie et Bruxelles). Il propose aussi l'institution de deux communautés (l'une française, l'autre néerlandaise) s'associant pour régler les problèmes communs sur pied d'égalité. Chaque région élira un Parlement et sera dirigée par un Gouvernement responsable. Au niveau fédéral ne subsisterait qu'une seule assemblée et une Cour constitutionnelle serait créée.  Il sera également envisagé de créer une Communauté de langue allemande.
En 1971, il est élu au Sénat par le Conseil provincial de la Province de Hainaut, mandat renouvelé en 1974 et 1977. Il est membre des Commissions de la Justice, des Finances, des Classes moyennes. Il intervient notamment pour que le Canal du Centre soit agrandi au gabarit de 1350 tonnes. Il travaille aussi à des projets établissant l'égalité de l'homme et de la femme dans les régimes matrimoniaux.
Auteur de la célèbre phrase « L’EP n’a de vertu que par celui qui l’enseigne »(1969).